# Alejandro Costoya Rodríguez
Alejandro Costoya Rodríguez, auch Álex Costoya, (geboren am 6. Mai 1993 in Avilés) ist ein spanischer Handballspieler, der auf der Spielposition im linken Rückraum eingesetzt wird.

## Vereinskarriere
Costoya lernte das Handballspielen bei Balonmano Corvera und spielte dann bei Juanfersa Gijón; 2014 wechselte er zu Helvetia Anaitasuna, mit dem er in der Spielzeit 2014/2015 in der Liga Asobal debütierte. Ab der Saison 2016/2017 lief er für ABANCA Ademar León auf. In vier Spielzeiten in Spaniens erster Liga absolvierte er 118 Partien und warf 499 Tore. Im Jahr 2018 wechselte er nach Frankreich zu Chambéry Savoie Mont Blanc Handball. Mit diesem Verein gewann er die Coupe de France 2019.
Mit den Teams aus Pamplona, León und Chambéry nahm er an europäischen Vereinswettbewerben teil.

## Auswahlmannschaften
Er stand im Aufgebot spanischer Nachwuchsauswahlmannschaften. Sein erstes Spiel für Spanien absolvierte Costoya am 14. Februar 2010 bei den Mittelmeerspielen mit der juvenil selección gegen die Auswahl Kroatiens. Als Jugendnationalspieler wurde er mit der Auswahl Spaniens im Jahr 2010 Zweiter bei der U-18-Europameisterschaft in Montenegro sowie im Jahr 2011 bei der U-19-Weltmeisterschaft in Argentinien. Er gewann mit der Juniorennationalmannschaft im Jahr 2012 die U-20-Europameisterschaft in der Türkei und wurde 2013 Zweiter bei der U-21-Weltmeisterschaft in Bosnien und Herzegowina.
In 71 Spielen bis Juli 2013 in den Nachwuchsteams erzielte er 119 Tore.
Seinen ersten Einsatz für die spanische A-Nationalmannschaft bestritt er am 6. Januar 2017 gegen Polen beim Torneo Internacional de España. Er nahm mit der Nationalauswahl an der Weltmeisterschaft 2017 sowie an den Mittelmeerspielen 2018 teil.
Für die A-Auswahl bestritt er bis zum 26. Oktober 2019 insgesamt 18 Partien, in denen er 21 Tore warf.